# Allocasuarina fraseriana
Allocasuarina fraseriana, comúnmente conocido como roble hembra del oeste (western sheoak), es un árbol en la familia Casuarinaceae.  Endémica de Australia Occidental, crece cerca de la costa y en la esquina suroeste del estado desde Jurien (30° S) hasta Albany (35°).

## Descripción
En condiciones ideales, el roble hembra del oeste crece a una altura de alrededor de 15 metros. En los lugares donde está expuesto a las brisas salinas, sin embargo, es algo más pequeño. Como otras especies de Allocasuarina, su follaje consiste en ramillas delgadas verdes informalmente llamadas "agujas" pero más correctamente se les denomina cladodios.  Los cladodios están segmentados, y las verdaderas hojas son pequeños dientes encerrando cada nudo. Los árboles machos tienen pequeñas espigas florales al final de las ramillas. La floración es prolífica, dándole a los árboles machos un tono café mohoso durante la floración a finales del invierno y principios de primavera. Los árboles hembra dan pequeñas flores en ramillas cortas.  Las flores fertilizadas desarrollan conos en forma de huevo de 1½ a 3½ centímetros de diámetro.
El roble hembra del oeste fue por primera vez colectado en 1840 por Johann Priess.

## Usos
Los primeros colonizadores de Australia Occidental usaron la madera de roble hembra para tejas de techos. Más tarde fue usado en la construcción de barriletes y toneles. Hoy en día la madera es muy valiosa por sus rayas anchas, y con frecuencia se le usa en tornería y talla de ornamentos decorativos.

## Taxonomía
Allocasuarina fraseriana fue descrita por (Miq.) L.A.S.Johnson y publicado en Journal of the Adelaide Botanic Gardens 6(1): 75. 1982.
Etimología
fraseriana: epíteto otorgado en honor del botánico Charles Fraser.
Sinonimia
- Casuarina fraseriana Miq.
- Casuarina nana Schltdl.
- Casuarina stricta var. fraseriana (Miq.) Miq.	[2]